# Amt Idstein

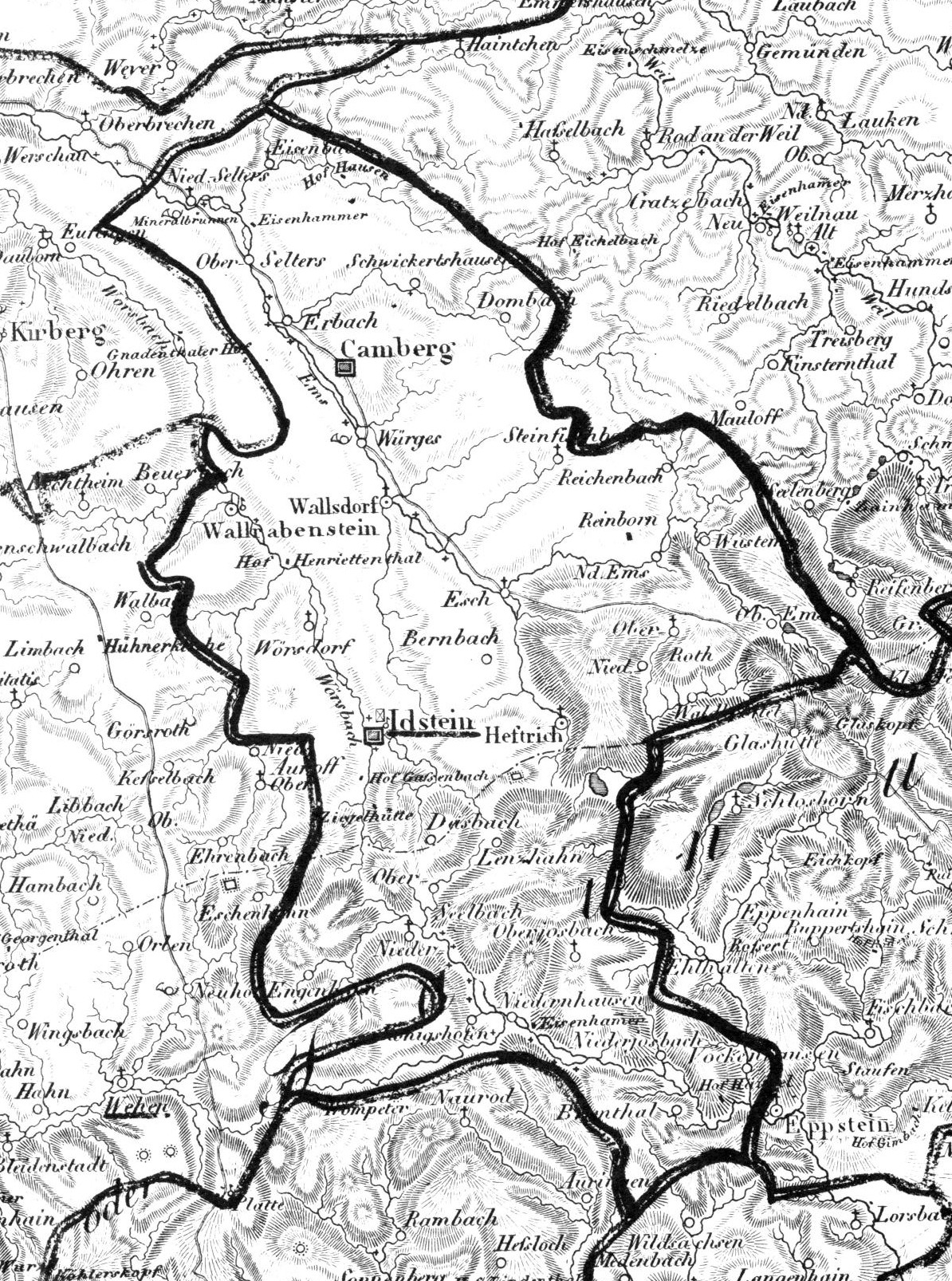
Karte des Amtes Idstein 1828

Das Amt Idstein war seit dem Mittelalter ein nassauisches Amt mit Sitz in Idstein und bildete den Kern von Nassau-Idstein, das im Jahr 1728 an die Linie Nassau-Usingen fiel. Nach dem Ende des Heiligen Römischen Reiches wurde das Amt bis zum Jahr 1866 Teil des Herzogtums Nassau, bis dieses 1866 infolge des Deutschen Kriegs von Preußen annektiert wurde.

## Geschichte

### Entstehung
Die Entstehung einer Amtsorganisation in Idstein erfolgte ab dem Mittelalter. 1343 ist ein Amtmann von Idstein urkundlich belegt.
Im Jahr 1566 umfasste das Amt Idstein die Orte Idstein, Walsdorf, Esch, Kröftel, Ober- und Niederod, Heftrich, Bermbach, Nieder- und Oberseelbach, Lenzhahn, Niedernhausen, Königshofen, Engenhahn, Dasbach, Gassenbach, Wörsdorf, Fackenhofen (Wüstung), Wallrabenstein, Eschenhahn, Ehrenbach, Kesselbach, Görsroth, Nieder- und Oberauroff, Neuhof, Ober-, Nieder- und Wüstems, Oberndorf, Reinborn, Reichenbach, Finsternthal, Breithardt, Steckenroth, Adolphseck, Michelbach, Nieder- und Ober-Libbach, Hambach, Hennethal, Strinztrinitatis, Strinzmargarethä, Limbach, Wallbach, Beuerbach, Bechtheim und Ketternschwalbach. Hinzu kamen bis 1653 Rückershausen und Eisighofen, um 1700 das wiedererstandene Watzhahn und 1790 Schiesheim. Im Jahr 1721 fiel das Amt Idstein an Nassau-Ottweiler und 1728 an Nassau-Usingen. Die Veränderungen der Nassauischen Gebiete von 1803 infolge des Reichsdeputationshauptschlusses hatten zunächst keine Auswirkungen auf das Amtsgebiet von Idstein. Es Idstein unterstand anfangs der Regierung zu Wiesbaden.

### Herzogtum Nassau
Im Jahr 1806 entstand unter Druck Napoleons der Rheinbund und besiegelte das Ende des Heiligen Römischen Reiches. Nassau-Usingen und Nassau-Weilburg traten dem Rheinbund bei. Im Gegenzug dafür erhielt Friedrich August, der Älteste des Hauses Nassau, den Titel eines souveränen Herzogs von Nassau. Die beiden Herrscher entschieden, die beiden Territorien unter dem gemeinsamen Namen Herzogtum Nassau zusammenzulegen.
Das Herzogtum bestand anfangs aus 63 Ämtern. In den Jahren 1806 bis 1809 wurde eine erste Konsolidierung der mittleren Verwaltungsebene vorgenommen die jetzt aus dem Regierungsbezirk Wiesbaden (mit dem Amt Eltville) und den Regierungsbezirken Ehrenbreitstein und Weilburg bestand. Auf Ebene der Ämter erfolgten bis 1816 eine Reihe von Zusammenlegungen. 1813 gab es noch 48 Ämter. Das Amt Idstein müsste 1809 Finsternthal an das Amt Usingen abgeben und erhielt dafür Steinfischbach. Zum Amt Idstein gehörten danach die folgenden Kirchspielen: Bechtheim: Bechtheim, Beuerbach mit der Neu- und Schoormühle, Ketternschwalbach mit einer Mühle; Breithardt: Breithardt mit der Stückel- und Weinmühle, Steckenroth; Esch: Esch mit der Hirteser-, Mangolds- und Riesenmühle, Reinborn mit der Ober-, Oberndorfer- und Untermühle, Niederems; Heftrich: Heftrich mit der Dattenbacher Mühle, Bermbach; Idstein: Idstein mit der Damm-, Oel-, und Veitenmühle; Michelbach: Michelbach mit 2 Mühlen; Niederseelbach: Niederseelbach mit der Langenmühle, Oberseelbach mit der Bechter- und Lochmühle, Engenhahn, Lenzhahn, Niedernhausen mit der Gulden- und Herrenmühle, Neupfaffen mit der Pulver-, Raben- und Stockmühle, Dasbach, Königshofen mit der Quecken- und Pfaffenmühle; Oberauroff: Oberauroff; Oberroth: Oberroth, Niederroth, Cröftel mit der Hubertsmühle, Oberems mit der Brücken- und Untermühle; Steinfischbach: Oberroth, Niederroth; Strinz-Margarethä: Strinz-Margarethä, Niederlibbach, Oberlibbach, Hambach; Strinz-Trinitatis: Strinz-Trinitatis, Hennethal mit der Bahner-, Ober- und Untermühle, Limbach, Wallbach; Walsdorf: Walsdorf mit der Morcher Mühle; Wörsdorf: Wörsdorf mit der kleinen- und Schlappmühle, sowie den Höfen Fackenhofen, Gassenbach, Georgenthal, Nauenhausen, Rohnstadt, der Michelbacher Hütte und der Idsteiner Ziegelhütte; Ferner gehörte hierher Hennethal.
Nach den Befreiungskriegen wurde Deutschland und damit auch Nassau abermals neu geordnet. Im Wiener Kongress wurden 1816 darüber hinaus umfangreiche Gebietstausche mit Preußen und kleinere mit dem Kurfürstentum Hessen und dem Großherzogtum Hessen vereinbart. Danach war das Amt Hochheim eines von 28 Ämtern. Die Mittelbehörden wurden aufgehoben.
Das Amt Idstein mit Sitz in Idstein war danach eines von 28 Ämtern im Herzogtum Nassau, das am 1. Juli 1816 im Rahmen einer Neuorganisation der nassauischen Verwaltung neu geschaffen wurde. An der Spitze des Amtes stand als örtlicher Statthalter des Herzogs ein Amtmann.
Zum Amt Idstein gehörten folgende 35 Ortschaften:
- die ehemals Nassau-Usingenschen Orte Idstein, Bermbach, Dasbach, Engenhahn, Esch, Heftrich, Königshofen, Kröftel, Lenzhahn, Niederems, Niedernhausen, Niederrod, Niederseelbach, Oberems, Oberrod, Oberseelbach, Reichenbach, Reinborn, Steinfischbach, Wallrabenstein, Walsdorf, Wörsdorf, Wüstems
- die ehemals Kurmainzischen Orte: Bremthal, Niederjosbach, Oberjosbach, Vockenhausen
- des ehemaligen Amtes Camberg, also die gemeinschaftlich Nassau-Oranischen und Kurtrierischen Orte: Camberg, Dombach, Erbach, Oberselters, Schwickershausen, Würges
- der ehemals gemeinschaftlich Oranische, Kurtrierische und Freiherrlich Hohenfeldische Ort Eisenbach und
- der ehemals Kurtrierische Ort Niederselters.

Der Staats- und Adreß-Handbuch des Herzogthums Nassau 1822/23 gibt folgendes an:
1. Flächen: 64.795 Steuernormalmorgen (wobei ein Morgen 2500 m² entspricht), mit 173 Morgen Gebäudestellen, 288 Morgen Gartenland, 24.366 Morgen Ackerland, 5829 Morgen Wiesen, 23.936 Morgen Hochwald, 7005 Morgen Niederwald, 1901 Morgen Trieschland (abwechselnde 3- bis 5-jährige Acker- und 10- bis 20-jährige Wiesennutzung), Weideplätze etc., 1296 Morgen nicht besteuerte Liegenschaften.
2. Gemeinden: 33 Gemeindebezirke bestehend aus 2 Städten, 2 Flecken, 29 Dörfern und 58 Höfen und Mühlen.
3. Bevölkerung: 13.814 Einwohner in 2964 Familien, davon 6083 evangelisch christliche, 7547 Katholiken, 14 Mennoniten und 170 Juden.
4. Viehstand: 636 Pferde, 35 Esel und Maulesel, 7350 Stück Rindvieh, 10.325 Schafe, 5589 Schweine, 809 Ziegen und 396 Bienenstöcke.
5. Einfacher Jahressteuersatz (Steuersimplus, kann auch mehrfach erhoben werden): 9267 fl. 18 kr.
6. Amtsgemeinden:
  1. Idstein, Stadt: 1643 Einwohner in 404 Familien; „Amtssitz, mit dem ehemaligen Residenzschloß, Hof Gaßenbach, Damm- und Beitenmühle, eine Oel- zwei Lohmühlen. zwei Ziegelhütten.“
  2. Bermbach: 169 Einwohner in 39 Familien.
  3. Bremthal: 334 Einwohner in 76 Familien.
  4. Camberg, Stadt: 1467 Einwohner in 289 Familien; „Hubermühle, die Herrnmühle mit Oel- und Lohmühle, Ziegelhütte.“
  5. Cröftel: 124 Einwohner in 26 Familien; „die Hilgerts-Mühle.“
  6. Dasbach: 99 Einwohner in 19 Familien.
  7. Dombach: 349 Einwohner in 61 Familien.
  8. Eisenbach: 823 Einwohner in 160 Familien; „Hof Hausen nebst Mühle.“
  9. Engenhahn: 125 Einwohner in 25 Familien.
  10. Erbach: 800 Einwohner in 175 Familien; „die Klein., Räres- und Loch-Mühle.“
  11. Esch: 436 Einwohner in 105 Familien; „Hirtesen-, Mangolds- und Riesenmühle.“
  12. Heftrich, Flecken: 409 Einwohner in 104 Familien; „Dettenbacher Mühle.“
  13. Königshofen: 258 Einwohner in 47 Familien; „Quecken- und Harzmühle.“
  14. Lenzhahn: 72 Einwohner in 15 Familien.
  15. Niederems: 172 Einwohner in 43 Familien; „mit Reinborn-, Oberndorfer-, Unter- und Obermühle.“
  16. Niedernhausen: 349 Einwohner in 70 Familien; „Gülden-, Herrn-, Neupfaffen- und Rabenmühle. ein Eisenhammer.“
  17. Niederjosbach: 273 Einwohner in 60 Familien; „zwei Mühlen.“
  18. Niedernoth mit Oberroth: 215 Einwohner in 51 Familien.
  19. Niederseelbach: 226 Einwohner in 46 Familien; „die Lenzen-, Linken- und Stockmühle.“
  20. Niederselters: 752 Einwohner in 170 Familien; „Mineralbrunnen und eine Mühle.“
  21. Oberems: 225 Einwohner in 42 Familien; „Brücken und Untermühle.“
  22. Oberjosbach: 662 Einwohner in 71 Familien.
  23. Oberseelbach: 109 Einwohner in 28 Familien, „Bechten- und Lochmühle.“
  24. Oberselters: 441 Einwohner in 88 Familien; „Eisenhammer.“
  25. Reichenbach: 197 Einwohner in 38 Familien.
  26. Schwickershausen: 246 Einwohner in 60 Familien; „eine Mühle.“
  27. Steinfischbach: 295 Einwohner in 73 Familien.
  28. Vockenhausen: 296 Einwohner in 60 Familien; „Hof Häusel, die Schmelze, eine Mühle.“
  29. Wallrabenstein, Flecken: 316 Einwohner in 66 Familien; „Fackenhofer-, Ober-, und Peters- und eine Oel-Mühle.“
  30. Wallersdorf, Flecken: 623 Einwohner in 136 Familien; „Morcher- und Walkmühle.“
  31. Wörsdorf: 453 Einwohner in 119 Familien; „Hof Henriettenthal, Klein- und Schlappmühle.“
  32. Würges: 883 Einwohner in 174 Familien; „die Layische- u Lochmühle.“
  33. Wüstem: 103 Einwohner in 23 Familien.

Im Jahr 1836 wurde das Amt Idstein wie folgt beschrieben:

„Das Amt Idstein, von den 92.400 Morgen des Amtes Idstein nehmen die Gebäudes stellen 259, die Gärten 407, das Ackerland 34.794, die Wiesen 8.388, Weiher 4, Waldungen 44.260, Dreschland und Waideplätze 2.462 und nicht besteuerte Liegenschaften 1.826 Morgen ein. In den 2.508 Wöhnhäusern leben 3.593 Familien oder 15.728 Menschen von welchen, 6.826 Evangelische, 8.673 Katholiken, 17 Mennoniten und 122 Juden sind.
   Idstein, unter 25° 56' Länge und 50° 13' 15" Breite, auf der Nordseite des Taunus, am Mörsbache, kleine, ummauerte Stadt mit 350 Häusern und 1.970 Einwohnern. Ehemaliges Residenzschloß. Pädagogium und Landwirthschaftsschule.
   Eisenbach, 1 3⁄4 Meilen nördlich von Idstein, Dorf an einem Bache, mit 980 Einwohnern.
   Erbach, 1⁄8 Meile nordwestwärts von Kamberg, Dorf mit 944 Einwohner.
   Heftrich, 1⁄2 Meile östlich von Idstein, links am Schlabache, Flecken mit 480 Einwohnern.
   Kamberg oder Camberg, unter 25° 56' Länge und 50° 18' Breite, 5⁄4 Meilen nördlich von Idstein, rechts am Emsbache, kleine ummauerte Stadt mit 210 Häusern und 1.590 Einwohnern, welche starken Flachsbau treiben und berühmten Kräuterthee verfertigen, Laubstummennstalt.
   Nieder-Selters oder Niederselters, unter 25° 53' 20" Länge und 50° 20' 15" Breite, am Emsbache, 1 3⁄4 Meilen nördlich von Idstein, Dorf mit 1.020 Einwohnern und dem berühmtesten deutschen Gesundbrunnen, dessen Quelle, im Süden des Dorfes, aus dem linken Hange der Emsniederung hervorsprudelt. Im Jahre 1819 wurden 1.445.369 ganze und 116.560 halbe Krüge gefüllt. 100 gefüllte und verpechte Krüge kosten nur 14 Gulden.
   Oberselters, welches 1⁄4 Meile südlich von Niederselters liegt, hat einen Eisenhammer und 500 Einwohner.
   Wallrabenstein, 3⁄4 Meilen nordnordwestwärts von Idstein, am Wörsbache, Flecken mit 380 Einwohnern.
   Walsdorf, 1⁄2 Meile südwärts von Kamberg, Flecken mit nahe an 700 Einwohnern.
   Würges, zwischen Kamberg und Walsdorf, südlich von jenem, nördlich von diesem Orte, Dorf mit 950 Einwohnern.“

Der Staats- und Adreß-Handbuch des Herzogthums Nassau. 1847 gibt folgendes an:
1. Flächengehalt: 92.400 Steuernormalmorgen, nämlich: 259 M. Gebäudestellen, 407 M. Gartenland, 34794 M. Ackerland, 8388 M. Wiesen, 4 M. Weiher, 44260 M. Waldungen, 2562 M. Trieschland, Weideplätze etc., 1826 M. nicht besteuerte Liegenschaften.
2. Politische Eintheilung: 33 Gemeindebezirke, bestehend aus 2 Städten, 2 Flecken und 29 Ortschaften mit 4 Höfen, 41 Mühlen, 3 Eisenhämmern und 3 Ziegelhütten.
3. Bevölkerung: 4203 Familien in 2856 Wohnhäusern, und 18.150 Einwohner, nämlich 7766 evangelisch-christliche, 10131 Katholiken, 24 Mennoniten und 229 Juden.
4. Viehbestand: 635 Pferde, 31 Esel und Maulesel, 7622 Stück Ninevieh, 7117 Schaafe, 4520 Schweine, 1509 Ziegen und 414 Bienenstöcke.
5. Gewerbe: 45 Bäcker, 10 Bader, 13 Bierbrauer, 5 Blechschmiede, 37 Branntweinbrenner, 4 Buchbinder, 1 Büchsenmacher, 4 Bürstenbinder, 1 Destillateur, 8 Drechsler, 4 Eisenhämmer, 2 Essigsieder, 13 Glaser, 60 Grobschmiede, 1703 Gutsbesitzer, 2 Häfner, ein Hutmacher, ein Instrumentenmacher, 3 Kalkbrenner, ein Kammmacher, 27 Klein- und Großhändler, 117 Kleinkrämer, 2 Knochenmühlen, 8 Korbmacher, 26 Küfer, 42 Leinen- und Damastweber, 2 Lohgerber, 4 Makler, 48 Mahlmühlen, 67 Maurer, ein Mechaniker, 35 Metzger, 3 Mühlärzte, 25 Musikanten, 2 Nähschulen, 18 Nagelschmiede, 19 Oelmühlen, 20 Pferdeverleiher und Hauderer, 13 Sattler, ein Scheerenschleifer, 9 Schieferdecker, 19 Schlosser, 94 Schneider, eine Schneidemühle, 11 Schön- und Blaufärber, 3 Schornsteinfeger, 67 Schreiner, 133 Schuhmacher, 4 Seifensieder

und Lichterzieher, ein Seiler, ein Spritzenmacher, 3 Strohdecker, 903 Taglöhner, ein Tuchmacher, 8 Tüncher und Weißbinder, 2 Uhrmacher, 41 Wagner, 167 Wirthe, 5 Ziegelbrenner, 33 ZimmerLeute, ein Zinngießer etc.
1. Betrag eines Steuersimplums: 15.304 fl. 37 kr., nämlich 9186 fl. 44 kr. Grund-, 896 fl. 47 kr. Gebäude- und 5222 fl. 36 kr. Gewerbsteuer.
2. Amtmann: Franz Giese.

Nach der Märzrevolution 1848 wurde die Verwaltung neu geordnet. Mit Gesetz vom 4. April 1849 wurden in Nassau Verwaltung und Rechtsprechung auf unterer Ebene getrennt. Die Reform trat zum 1. Juli 1849 in Kraft. Für die Verwaltung wurden 10 Kreisämter gebildet, die Ämter als Justizämter (also Gerichte der ersten Instanz) weitergeführt. Die Verwaltungsaufgaben des Amtes Idstein wurden vom Kreisamt Idstein wahrgenommen, die Rechtsprechung vom Justizamt Idstein. Die Reform wurde jedoch bereits am 1. Oktober 1854 wieder rückgängig gemacht, die Kreise wieder abgeschafft und die vorigen Ämter wiederhergestellt.
Kurz vor der Annektierung durch Preußen gibt des Staats- und Adreß-Handbuch des Herzogthums Nassau. 1866 folgendes an:
1. Flächengehalt: 94.538 Morgen, nämlich: 359 M. Gebäudestellen, 443 M. Gärten, 35567 M. Ackerland, 8449 M. Wiesen, 45.911 M. Waldungen, 1516 M. Trieschland und Weideplätze etc., 2293 M. nicht besteuerte Liegenschaften.
2. Politische Eintheilung: 33 Gemeindebezirke, bestehend aus 2 Städten, 3 Flecken und 29 Ortschaften, mit 4 Höfen, 44 Mühlen, 2 Eisenhämmern und 3 Ziegelhütten; 3 Eisensteingruben, einer Dachschiefergrube und 5 Thongruben.
3. Bevölkerung, nach der Zählung am Schlüsse des Jahres 1865: 4614 Familien in 3104 Wohnhäusern, und 19.247 Einwohner, nämlich: 8090 evangelisch christliche, 10.887 Katholiken, 17 Deutschkatholiken, 17 Mennoniten und 236 Juden.
4. Viehstand: 756 Pferde, 9 Esel, 7158 Stück Rindvieh, 6455 Schaafe, 3344 Schweine, 2169 Ziegen und 524 Bienenstöcke.
5. Gewerbe: 9 Bader, 60 Bäcker, 16 Bierbrauer, 6 Blechschmiede, 8 Branntweinbrenner, 4 Buchbinder, ein Buchdrucker, ein Büchsenmacher, 3 Bürstenbinder, 6 Drechsler, 2 Eisenhämmer, 3 Essigsieder, 12 Glaser, 56 Grobschmiede, 1056 Gutsbesitzer, 2 Hanfreibmühlen, 3 Häfner, 2 Kalkbrenner, 1 Kammmacher, 3 Kappenmacher, 42 Klein- und Großhändler, 160 Kleinkrämer, 2 Knochenmühlen, 6 Korbmacher, 26 Küfer, 100 Leinen- und Damastweber, 3 Lohgerber, 10 Makler, 45 Mahlmüller, 150 Maurer, ein Mechaniker, 29 Metzger, 4 Mühlärzte, 40 Musikanten, 3 Nähschulen, 13 Nagelschmiede, 12 Oelmüller, 2 Pappdeckelfabriken, 20 Pferdeverleiher und Hauderer, 3 Putzmacherinnen, 16 Sattler, 1 Scheerenschleifer, 18 Schieferdecker, 19 Schlosser, 75 Schneider, 4 Schneidemüller, 9 Schön- und Blaufärber, 3 Schornsteinfeger, 80 Schreiner, 130 Schuhmacher, 2 Seifensieder und Lichterzieher, ein Seiler, ein Spritzenmacher, ein Steinhauer, 4 Strohdecker, 678 Taglöhner, ein Tuchmacher, 50 Tüncher und Weißbinder, 2 Uhrmacher, 36 Wagner, 1 Walkmühle, 130 Wirthe, 3 Zeugschmiede, 3 Ziegelbrenner, 45 Zimmerleute, 1 Zinngießer etc.
6. Betrag eines Steuersimplums: 15.986 fl. 32 kr., nämlich: 10213 fl. 20 kr. Grund- und Gebäudesteuer und 5772 fl. 12 kr. Gewerbsteuer.
7. Amtmann: August Oppermann.
8. Amtsortschaften:

| Amtsgemeinde | Fam- ilien | Ein- wohner |
| --- | ---------- | ----------- |
| 1) Idstein, Stadt und Amtssitz, ehemaliges Residenzschloß, Hof Gassenbach, Damm- und Beitenmühle, eine Oel-, 2 Lohmühlen und 2 Ziegelhütten. | 507        | 2066        |
| 2) Bermbach. | 82         | 330         |
| 3) Bremthal. | 110        | 442         |
| 4) Camberg, Stadt, die Hubermühle, die Herrenmühle mit Oel- und Lohmühle, eine Ziegelhütte.                                                  | 391        | 2110        |
| 5) Cröftel, die Hilgertsmühle. | 55         | 193         |
| 6) Dasbach. | 32         | 119         |
| 7) Dombach | 80         | 324         |
| 8) Eisenbach, Hof Hausen nebst Mühle | 327        | 1235        |
| 9) Engenhahn | 56         | 240         |
| 10) Erbach, die Klein-, Näres- und Herauermühle.                                                                                             | 286        | 1182        |
| 11) Esch, ein Eisenhammer, die Riesenmühle.                                                                                                  | 132        | 534         |
| 12) Heftrich, Flecken, die Dettenbacher Mühle.                                                                                               | 165        | 609         |
| 13) Königshofen, die Quecken- und Harzmühle-                                                                                                 | 72         | 233         |
| 14) Lenzhahn. | 20         | 81          |
| 15) Niederems mit Reinborn, die Oberdorfer, Unter- und Obermühle                                                                             | 58         | 220         |
| 16) Niederjosbach. | 110        | 487         |
| 17) Niedernhausen, die Gülten, Neu- und Rabenmühle, ein Eisenhammer, eine Papiermühle.                                                       | 102        | 457         |
| 18) Nieder- und Oberroth. | 46         | 218         |
| 19) Niederseelbach, die Lenzen- und Stockmühle                                                                                               | 83         | 341         |
| 20) Niederselters, der Selterser Mineralbrunnen und eine Mühle.                                                                              | 339        | 1424        |
| 21) Oberems, die Brücken- und Untermühle. | 86         | 315         |
| 22) Oberjosbach. | 89         | 425         |
| 23) Oberseelbach, die Furthen- und Lochmühle.                                                                                                | 39         | 144         |
| 24) Oberfelters, eine Mühle. | 139        | 552         |
| 25) Reichenbach. | 71         | 249         |
| 26) Schwickershausen, eine Mühle. | 89         | 412         |
| 27) Steinfischbach. | 95         | 418         |
| 28) Bockenhausen, Hof Heusel, die Schmelzmühle und eine weitere Mahlmühle.                                                                   | 111        | 479         |
| 29) Wallrabenstein, Flecken, die Fackenhöfer Mahl- und Del-, die obere- und Petersmühle und drei weitere Mühlen.                             | 111        | 531         |
| 30) Walsdorf, Flecken, die Morcher, Hirtesen- und Walkmühle.                                                                                 | 226        | 820         |
| 31) Wörsdorf, Hof Henriettenthal, die Klein-, Schlapp- und sogenannte Oelmühle.                                                              | 161        | 696         |
| 32) Würges, die Ley'sche Mühle. | 302        | 1108        |
| 33) Wüstems. | 42         | 164         |

### Preußen
Mit der Annexion Nassaus durch Preußen werden auch die Ämter in ihrer alten Form aufgelöst und durch Kreise ersetzt. Das Amt Idstein bildet 1867 gemeinsam mit dem Amt Langen-Schwalbach und dem Amt Wehen den Untertaunuskreis. Erst im Rahmen dieser Neuordnung werden Verwaltung und Rechtsprechung getrennt. Für die Rechtsprechung in erster Instanz, die bisher durch das Amt vorgenommen wurde, wurde, zunächst die richterlichen Beamte in den Ämtern zuständig und zum 1. September 1867 das Amtsgericht Idstein gebildet.
Aber auch nach der Kreisgründung blieb die bisherige Amtsstruktur erhalten. Die Königliche Verordnung vom 22. Februar 1867 regelte, dass „die Amtsbezirke als engere Verwaltungsbezirke in ihrer bisherigen Begrenzung bestehen“ bleiben. Die ehemaligen Ämter bilden die drei Bezirke des Kreises. Gemäß § 13 der Kreisverfassung entsendeten die Bezirke also die ehemaligen Ämter jeweils sechs Vertreter in den neuen Kreistag. Der Amtmann hatte die Aufsicht über die Ortspolizei und Organ des Landrates.
Mit der Verwaltungsreform von 1885/1886 gehörte die Ämterstruktur endgültig der Vergangenheit an.

## Amtmänner
- seit 1502: Friedrich von Stockheim (1462–1528)

Folgende Amtmänner waren in Idstein tätig:
- 1812–1813: Hermann Jacob Pagenstecher
- 1816–1822: Johann August Magdeburg
- 1822–1825: Arnold von Sachs
- 1825–1830: Joseph Siegfried
- 1830–1839: Ludwig Christian Schellenberg
- 1839–1843: Johann Friedrich Halbey
- 1843–1848: Franz Giese (Gieße)
- 1848: Friedrich Schepp
- 1848–1849: Heinrich Freiherr von Wintzingerode

1849 bis 1854 bestand das Amt nicht
- 1854–1861: Daniel Spieß
- 1861–1863: Jakob Isbert
- 1863–1866: Henrich Wilhelm August Oppermann
- (1866)1868–1877: Adolph Dombois
- (1877–1886): Frederik Johann Ernst von Wickede

## Amtsapotheke
Gemäß dem Medizinaledikt von 1818 war die Lindenapotheke Idstein Amtsapotheke. Daneben bestand die Amtsapotheke Camberg.